# Thái Sử Hưởng
Thái Sử Hưởng (tiếng Trung: 太史享; bính âm: Taishi Xiang; ? – ?), tự Nguyên Phục (元復), là quan viên, tướng lĩnh Đông Ngô thời Tam Quốc trong lịch sử Trung Quốc.

## Cuộc đời
Thái Sử Hưởng người huyện Hoàng, quận Đông Lai, Thanh Châu, là con trai của mãnh tướng Giang Đông Thái Sử Từ.
Năm 206, Thái Sử Từ chết. Thái Sử Hưởng ở lại đất Ngô, cư trú ở huyện Ô Trình. Con cháu của Thái Sử Từ và Thái Sử Hưởng về sau cũng ở đó, đến thời Nam Lương thì có học giả Huyền học Thái Sử Thúc Minh. Thái Sử Hưởng lần lượt giữ các chức Thượng thư, Thái thú Ngô quận. Cuối đời, quan đến Việt kỵ Hiệu úy.

## Trong văn hóa
Trong tiểu thuyết Tam quốc diễn nghĩa của La Quán Trung, Thái Sử Hưởng xuất hiện ở hồi 53 với tên Thái Sử Hanh (tiếng Trung: 太史亨). Sau khi cha là Thái Sử Từ chết, Tôn Quyền thương tiếc nhận Thái Sử Hanh làm về nuôi trong phủ. Trong lịch sử, Tôn Quyền chỉ nhận hai con trai của Lăng Thống là Lăng Liệt, Lăng Phong làm con nuôi trong phủ, mà không có Thái Sử Hưởng.
Trong manga Ryūrōden của Yamahara Yoshito, Thái Sử Hanh xuất hiện nhưng không được nhắc đến họ tên đầy đủ mà chỉ gọi tên Hanh. Trong bộ truyện này, Hanh được phác họa là một thanh niên trẻ tuổi, nhỏ nhắn nhưng khá thâm hiểm. Hanh được Tôn Quyền điều đến vùng phía Nam để làm tham mưu cho quân Ngô trấn áp tộc Sơn Việt tự xưng là Việt Bách Hổ do thủ lĩnh Viêm Vũ cầm đầu. Hanh đã dùng nhiều thủ đoạn lừa gạt. Hanh là tiểu tướng thân tín của Chu Du, luôn theo sát Chu Du khi xuất trận, tử trận khi dẫn dắt nội gián mở cửa thành.